# Neobrachypterus similis
Neobrachypterus similis är en skalbaggsart som beskrevs av Josef Jelínek 1979. Neobrachypterus similis ingår i släktet Neobrachypterus och familjen kullerglansbaggar. Inga underarter finns listade i Catalogue of Life.